# Heloniopsis umbellata
Heloniopsis umbellata là một loài thực vật có hoa trong họ Melanthiaceae. Loài này được Baker mô tả khoa học đầu tiên năm 1874.